# イースト・ハンプシャー
イースト・ハンプシャー（East Hampshire）はイングランド南東部ハンプシャーにある非都市ディストリクト。議会所在地ピータースフィールドの他にオールトン、ボードンという2つの町がある。

## 歴史
地元議会の名称は当初ピータースフィールド議会で、1973年6月18日に第1回の議会が42議席で開かれた。その後10ヶ月の間、自治体の再編と同時に議会が運営されていた。
その後同年10月8日に新議会であるイースト・ハンプシャー議会（EHDC）が設立された。
そして翌年4月1日、旧議会が解散となった。
2009年10月にはサンディ・ホプキンスがEHDCとハヴァント議会両方の首長となった。

## 地理
ハンプシャーの東部に位置し、サリーやイースト・サセックスと接している。
隣接する自治体
- ハンプシャー
  - バラ・オブ・ハヴァント
  - シティ・オブ・ウィンチェスター
  - ベイジングストーク・アンド・ディーン
  - ハート
  - ラッシュムーア（英語版）
- サリー
  - ウェイヴァリー（英語版）
- ウェスト・サセックス
  - シティ・オブ・チチェスター

## 政治
議会は一院制で議席数は43。4年ごとに全議席が改選される。1976年から1991年までは保守党が単独与党であったが、その後1999年までは自由民主党が多数派となっていた。その後1999年に再び保守党が多数派を取り戻し、現在に至っている。
| 政党 | 政党       | 議席数 |
|      | 保守党     | 32     |
|      | 自由民主党 | 8      |
|      | 無所属     | 1      |
|      | 労働党     | 2      |